# Großer Preis von Großbritannien 1956
Der Große Preis von Großbritannien 1956 (offiziell 9th RAC British Grand Prix) fand am 14. Juli auf dem Silverstone Circuit in Silverstone statt und war das sechste Rennen der Automobil-Weltmeisterschaft 1956.

## Bericht

### Hintergrund
Ab der Automobil-Weltmeisterschaft 1955 fanden die Rennen beim Großen Preis von Großbritannien abwechselnd auf dem Aintree Circuit und dem Silverstone Circuit statt. Nach einem Jahr Pause kehrte die Formel 1 somit wieder nach Silverstone zurück, wo Ferrari die letzten vier Rennen gewonnen hatte.
Ferrari setzte vier Wagen ein für Juan Manuel Fangio, Alfonso de Portago, Eugenio Castellotti und Peter Collins, der die beiden vorangegangenen Rennen für sich entschieden hatte. Auch Maserati ging aufgrund des großen Fahrerfeldes lediglich mit vier Wagen an den Start für seine Stammfahrer Stirling Moss, Jean Behra, Cesare Perdisa und Paco Godia.
Größere Veränderungen der Fahrerpaarung erfolgten bei Vanwall. Nach dem Rückzug von Bugatti fuhr Maurice Trintignant wieder für das britische Team, neben Harry Schell und José Froilán González. Mike Hawthorn wechselte erneut in der Saison das Team und ging von Vanwall zurück zu B.R.M., die nach mehreren Rennen Pause einen erneuten Versuch unternahmen an einem Formel-1-Rennen teilzunehmen, was diesmal auch gelang, nachdem man beim Großen Preis von Monaco 1956 gezwungen war den Wagen wegen technischer Probleme vom Rennen zurückzuziehen. Neben Hawthorn fuhren für B.R.M. Tony Brooks und Ron Flockhart.
Traditionell nahm am Großen Preis von Großbritannien das Team Connaught teil, die in diesem Jahr mit Archie Scott-Brown, Desmond Titterington und Jack Fairman antraten. Sowohl für Brown als auch für Titterington war dies das erste und letzte Formel-1-Rennen ihrer Motorsportkarrieren. Das französische Team Gordini brachte zwei Wagen an den Start, eines für Hernando da Silva Ramos und einen weiteren Wagen für Robert Manzon.
Wie in den Jahren zuvor starteten viele Fahrer mit privaten Wagen beim Großen Preis von Großbritannien, neun dieser Fahrer waren gemeldet, unter anderem Jack Brabham der wie sechs andere Fahrer auch einen privaten Maserati 250F fuhr. Bob Gerard hingegen fuhr einen veralteten Cooper T23, Paul Emery setzte einen eigens konstruierten Wagen ein, den Emeryson 56. Für Emery und für Bruce Halford war der Große Preis von Großbritannien 1956 das Formel-1-Debüt.
González war der einzige Fahrer des 28 Mann starken Fahrerfeldes, der in Silverstone bereits zuvor gewonnen hatte. In der Fahrerwertung führte zu diesem Zeitpunkt Collins mit fünf Punkten Vorsprung auf Behra und sechs Punkten Vorsprung auf den drittplatzierten Fangio.
Das Rennen wurde von einer sehr hohen Ausfallquote bestimmt, lediglich elf Fahrer erreichten das Ziel, 17 Fahrer fielen aus.

### Training
Nachdem Ferrari bislang mit Ausnahme des Indianapolis 500 jedes Training dominiert und Fangio bei jeden dieser vier Rennen die Pole-Position errungen hatte, verlief das Training zum Großen Preis von Großbritannien 1956 ausgeglichener zwischen den Top-Teams Ferrari und Maserati. Fangio und Moss kämpften um den ersten Startplatz und fuhren am Ende dieselbe Zeit von 1:41,0 Minuten. Allerdings war wie in den Vorjahren die Zeitmessung in Silverstone nicht auf einem Niveau anderer Rennstrecken und somit waren sämtliche Zeiten nur auf die Sekunde genau. Da Moss seine Bestzeit im Training eher aufstellte als Fangio, sicherte er sich Startplatz eins. Dies war für Moss und Maserati die einzige Pole-Position der Formel-1-Saison 1956.
Hawthorn erzielte im ersten vollständigen Rennwochenende dem Team B.R.M. den dritten Startplatz, mit zwei Sekunden Rückstand auf Fangio. Zeitlich gleichauf qualifizierte sich Fangios Teamkollege Collins auf Platz vier vor den beiden Vanwall von Schell und González.
Roy Salvadori, der für Gilby Engineering in einem privaten Maserati fuhr, gelang es sich auf Platz sieben zu platzieren, noch vor Castellotti und Brooks, Connaught-Fahrer Scott-Brown komplettierte die Top zehn. Behra, der in der Fahrerwertung zu diesem Zeitpunkt auf Position zwei lag, qualifizierte sich auf Platz 13, Manzon im Gordini erreichte Platz 18 und Brabham wurde wie bei seinem Formel-1-Debüt im Training Letzter.

### Rennen
Von Platz drei startend übernahm Hawthorn unmittelbar nach dem Start die Führung, indem er Fangio und Moss überholte. Sein B.R.M. erhielt somit bei seiner ersten Rennteilnahme Führungskilometer und bewies, dass er sehr konkurrenzfähig war. Brooks im zweiten Vanwall überholte in den ersten Rennrunden diverse Fahrer und kämpfte sich bis Position zwei vor, wodurch B.R.M eine Doppelführung innehatte. Eine Schwachstelle des Wagens, die geringe Zuverlässigkeit blieb jedoch bestehen, Flockhart im dritten B.R.M schied bereits in der zweiten Rennrunde wegen eines Motorschadens aus. In Runde vier fiel auch Brabham mit einem Motorschaden aus. González, der für Vanwall am Großen Preis von Großbritannien 1956 teilnahm, rollte beim Start nur wenige Meter weit und war aufgrund fehlender Kraftübertragung der erste Ausfall des Rennens.
Fangio, der von Platz zwei gestartet war überholte erst Moss und einige Runden später auch Brooks, verlor jedoch diese beiden Positionen nach einem Dreher wieder. Daraufhin attackierte Moss Brooks und überholte ihn in der elften Rennrunde. Im Anschluss verringerte Moss den Abstand zum Führenden Hawthorn, währenddessen Brooks mehrere Positionen verlor und hinter Salvadori zurückfiel, der somit auf Position drei lag.
In Runde 16 übernahm Moss die Führung, nachdem er Hawthorn überholte. Auch Fangio machte eine Position gut und überholte Hawthorns Teamkollegen Brooks. Kurze Zeit später begannen die technischen Probleme auch den B.R.M von Hawthorn zu beeinträchtigen und er fiel immer weiter zurück, bis er in Runde 24 gezwungen war aufzugeben. Zu diesem Zeitpunkt war er bereits der achte Ausfall des Grand Prix. Somit führte Moss im Werks-Maserati vor Salvadori in einem privaten Maserati. Auf Position drei lag Fangio, der versuchte auf die beiden Führenden aufzuholen. Hinter ihm wurde der Abstand zu Brooks größer, der ebenfalls mit der Unzuverlässigkeit seines B.R.M. zu kämpfen hatte. Ein Reparaturboxenstopp verhalf ihm das Rennen fortsetzen zu können, doch in Runde 41 hatte er einen schweren Unfall, bei dem sich der Wagen mehrfach überschlug. Brooks wurde dabei aus dem Wagen geschleudert und erlitt leichtere Verletzungen. Der Wagen ging in Flammen auf und es dauerte lange das entstandene Feuer zu löschen, wodurch der Wagen vollständig zerstört wurde. Für B.R.M endete das Rennen mit dem Ausfall aller drei Wagen, doch mit der Erkenntnis, dass das Auto schnell genug ist, um mit den anderen Top-Teams mitzuhalten.
Salvadori bekam auf Platz zwei liegend in der zweiten Rennhälfte ebenfalls technische Probleme, die ihn zwangen langsamer zu fahren. Den beiden Ferrari-Fahrern Fangio und Collins erlaubte dies, Salvadori zu überholen. Anschließend suchte Moss die Box auf um Öl nachfüllen zu lassen. Er blieb in Führung, sein Vorsprung auf Fangio sank dadurch allerdings deutlich.
In Runde 59 schied Salvadori endgültig aus dem Rennen aus, vier Runden später ereilte Collins ein ähnliches Schicksal. Er übernahm daraufhin in Runde 70 den Wagen seines Teamkollegen Portago, der wiederum in Runde 80 den Wagen von Castellotti übernahm. Moss kam erneut in die Box, da sein Motor an Leistung verloren hatte. Es folgte eine Reparatur und Fangio übernahm in Runde 69 die Führung. Moss benötigte einen dritten Reparaturboxenstopp und fiel dann wenige Runden vor Rennende aus wegen einer gebrochenen Achse.
Fangio gewann zum ersten Mal in seiner Karriere in Silverstone und setzte die Ferrari-Siegesserie auf dieser Strecke fort. Dies war der fünfte von insgesamt sechs Siegen in Folge auf dem Silverstone Circuit für Ferrari. Fangio überrundete dabei das gesamte Fahrerfeld, sein Teamkollege Collins fuhr auf Platz zwei ins Ziel und komplettierte einen weiteren Ferrari-Doppelsieg. Allerdings teilte er sich die Punkte mit Portago, der seine einzige Podiumsplatzierung in der Formel 1 erzielte. Er war der erste Spanier, dem dies gelang und erst beim Großen Preis von Malaysia 2003 stand mit Fernando Alonso erneut ein Spanier auf dem Podium. Außerdem waren dies für ihn die ersten Punkte seiner Karriere. Collins verlor durch die Punkteteilung einen Großteil seinen Vorsprunges in der Fahrerwertung auf Fangio. Fangio kam bis auf einen Punkt an Collins heran und zog an Behra vorbei, der in diesem Rennen Dritter wurde.
Platz vier ging an Fairman und das Team Connaught, der zum ersten Mal eine Punkteplatzierung erzielte, genau wie Horace Gould im privaten Maserati, der Platz fünf belegte. Moss erhielt trotz des Ausfalls einen Punkt für die schnellste Rennrunde, verlor in der Fahrerwertung aber wichtige Punkte und hatte zu diesem Zeitpunkt bereits neun Punkte Rückstand auf den Führenden Collins.

## Meldeliste
| Team                      | Nr. | Fahrer                  | Chassis          | Motor           | Reifen |
| ------------------------- | --- | ----------------------- | ---------------- | --------------- | ------ |
| Scuderia Ferrari          | 01  | Juan Manuel Fangio      | Ferrari D50      | Ferrari 2.5 V8  | E      |
| Scuderia Ferrari          | 02  | Peter Collins           | Ferrari D50      | Ferrari 2.5 V8  | E      |
| Scuderia Ferrari          | 03  | Eugenio Castellotti     | Ferrari D50      | Ferrari 2.5 V8  | E      |
| Scuderia Ferrari          | 03  | Alfonso de Portago      | Ferrari D50      | Ferrari 2.5 V8  | E      |
| Scuderia Ferrari          | 04  | Alfonso de Portago      | Ferrari D50      | Ferrari 2.5 V8  | E      |
| Scuderia Ferrari          | 04  | Peter Collins           | Ferrari D50      | Ferrari 2.5 V8  | E      |
| Officine Alfieri Maserati | 07  | Stirling Moss           | Maserati 250F    | Maserati 2.5 L6 | P      |
| Officine Alfieri Maserati | 08  | Jean Behra              | Maserati 250F    | Maserati 2.5 L6 | P      |
| Officine Alfieri Maserati | 09  | Cesare Perdisa          | Maserati 250F    | Maserati 2.5 L6 | P      |
| Officine Alfieri Maserati | 10  | Paco Godia              | Maserati 250F    | Maserati 2.5 L6 | P      |
| Luigi Piotti              | 11  | Luigi Villoresi         | Maserati 250F    | Maserati 2.5 L6 | P      |
| Scuderia Guastalla        | 12  | Umberto Maglioli        | Maserati 250F    | Maserati 2.5 L6 | P      |
| Equipe Gordini            | 14  | Hernando da Silva Ramos | Gordini Type 32  | Gordini 2.5 L8  | E      |
| Equipe Gordini            | 15  | Robert Manzon           | Gordini Type 32  | Gordini 2.5 L8  | E      |
| Vandervell Products Ltd   | 16  | Harry Schell            | Vanwall VW56     | Vanwall 2.5 L4  | P      |
| Vandervell Products Ltd   | 17  | Maurice Trintignant     | Vanwall VW56     | Vanwall 2.5 L4  | P      |
| Vandervell Products Ltd   | 18  | José Froilán González   | Vanwall VW56     | Vanwall 2.5 L4  | P      |
| Connaught                 | 19  | Archie Scott-Brown      | Connaught Type B | Alta 2.5 L4     | P      |
| Connaught                 | 20  | Desmond Titterington    | Connaught Type B | Alta 2.5 L4     | P      |
| Connaught                 | 21  | Jack Fairman            | Connaught Type B | Alta 2.5 L4     | P      |
| Owen Racing Organisation  | 23  | Mike Hawthorn           | BRM P25          | BRM 2.5 L4      | D      |
| Owen Racing Organisation  | 24  | Tony Brooks             | BRM P25          | BRM 2.5 L4      | D      |
| Owen Racing Organisation  | 25  | Ron Flockhart           | BRM P25          | BRM 2.5 L4      | D      |
| FR Gerard                 | 26  | Bob Gerard              | Cooper T23       | Bristol 2.0 L6  | D      |
| Ecurie Rosier             | 27  | Louis Rosier            | Maserati 250F    | Maserati 2.5 L6 | P      |
| Gilby Engineering         | 28  | Roy Salvadori           | Maserati 250F    | Maserati 2.5 L6 | D      |
| Bruce Halford             | 29  | Bruce Halford           | Maserati 250F    | Maserati 2.5 L6 | D      |
| JA Brabham                | 30  | Jack Brabham            | Maserati 250F    | Maserati 2.5 L6 | P      |
| Goulds‘ Garage            | 31  | Horace Gould            | Maserati 250F    | Maserati 2.5 L6 | D      |
| Emeryson Cars             | 32  | Paul Emery              | Emeryson 56      | Alta 2.5 L4     | D      |

Anmerkungen
1. ↑  Castellotti fuhr den Wagen 80 Runden, de Portago 12 Runden.
2. ↑  de Portago fuhr den Wagen 70 Runden, Collins 30 Runden.

## Klassifikationen

### Qualifying
| Pos. | Fahrer                  | Konstrukteur   | Zeit   | Start |
| ---- | ----------------------- | -------------- | ------ | ----- |
| 01   | Stirling Moss           | Maserati       | 1:41,0 | 01    |
| 02   | Juan Manuel Fangio      | Ferrari        | 1:41,0 | 02    |
| 03   | Mike Hawthorn           | B.R.M.         | 1:43,0 | 03    |
| 04   | Peter Collins           | Ferrari        | 1:43,0 | 04    |
| 05   | Harry Schell            | Vanwall        | 1:44,0 | 05    |
| 06   | José Froilán González   | Vanwall        | 1:44,0 | 06    |
| 07   | Roy Salvadori           | Maserati       | 1:44,0 | 07    |
| 08   | Eugenio Castellotti     | Ferrari        | 1:44,0 | 08    |
| 09   | Tony Brooks             | B.R.M.         | 1:45,0 | 09    |
| 10   | Archie Scott-Brown      | Connaught-Alta | 1:45,0 | 10    |
| 11   | Desmond Titterington    | Connaught-Alta | 1:46,0 | 11    |
| 12   | Alfonso de Portago      | Ferrari        | 1:47,0 | 12    |
| 13   | Jean Behra              | Maserati       | 1:47,0 | 13    |
| 14   | Horace Gould            | Maserati       | 1:48,0 | 14    |
| 15   | Cesare Perdisa          | Maserati       | 1:49,0 | 15    |
| 16   | Maurice Trintignant     | Vanwall        | 1:49,0 | 16    |
| 17   | Ron Flockhart           | B.R.M.         | 1:49,0 | 17    |
| 18   | Robert Manzon           | Gordini        | 1:49,0 | 18    |
| 19   | Luigi Villoresi         | Maserati       | 1:50,0 | 19    |
| 20   | Bruce Halford           | Maserati       | 1:51,0 | 20    |
| 21   | Jack Fairman            | Connaught-Alta | 1:51,0 | 21    |
| 22   | Bob Gerard              | Cooper-Bristol | 1:53,0 | 22    |
| 23   | Paul Emery              | Emeryson-Alta  | 1:54,0 | 23    |
| 24   | Umberto Maglioli        | Maserati       | 1:54,0 | 24    |
| 25   | Paco Godia              | Maserati       | 1:55,0 | 25    |
| 26   | Hernando da Silva Ramos | Gordini        | 1:56,0 | 26    |
| 27   | Louis Rosier            | Maserati       | 1:59,0 | 27    |
| 28   | Jack Brabham            | Maserati       | 2:01,0 | 28    |

### Rennen
| Pos. | Fahrer                                 | Konstrukteur   | Runden | Stopps | Zeit        | Start | Schnellste Runde |
| ---- | -------------------------------------- | -------------- | ------ | ------ | ----------- | ----- | ---------------- |
| 01   | Juan Manuel Fangio                     | Ferrari        | 101    |        | 2:59:47,0   | 02    |                  |
| 02   | Alfonso de Portago Peter Collins       | Ferrari        | 100    |        | + 1 Runde   | 12    |                  |
| 03   | Jean Behra                             | Maserati       | 99     |        | + 2 Runden  | 13    |                  |
| 04   | Jack Fairman                           | Connaught-Alta | 98     |        | + 3 Runden  | 21    |                  |
| 05   | Horace Gould                           | Maserati       | 97     |        | + 4 Runden  | 14    |                  |
| 06   | Luigi Villoresi                        | Maserati       | 96     |        | + 5 Runden  | 19    |                  |
| 07   | Cesare Perdisa                         | Maserati       | 95     |        | + 6 Runden  | 15    |                  |
| 08   | Paco Godia                             | Maserati       | 94     |        | + 7 Runden  | 25    |                  |
| 09   | Robert Manzon                          | Gordini        | 94     |        | + 7 Runden  | 18    |                  |
| 10   | Eugenio Castellotti Alfonso de Portago | Ferrari        | 92     |        | + 9 Runden  | 08    |                  |
| 11   | Bob Gerard                             | Cooper-Bristol | 88     |        | + 13 Runden | 22    |                  |
| –    | Stirling Moss                          | Maserati       | 94     |        | DNF         | 01    | 1:43,2           |
| –    | Harry Schell                           | Vanwall        | 87     |        | DNF         | 05    |                  |
| –    | Desmond Titterington                   | Connaught-Alta | 74     |        | DNF         | 11    |                  |
| –    | Maurice Trintignant                    | Vanwall        | 74     |        | DNF         | 16    |                  |
| –    | Hernando da Silva Ramos                | Gordini        | 71     |        | DNF         | 26    |                  |
| –    | Peter Collins                          | Ferrari        | 64     |        | DNF         | 04    |                  |
| –    | Roy Salvadori                          | Maserati       | 59     |        | DNF         | 07    |                  |
| –    | Tony Brooks                            | B.R.M.         | 39     |        | DNF         | 09    |                  |
| –    | Louis Rosier                           | Maserati       | 24     |        | DNF         | 27    |                  |
| –    | Mike Hawthorn                          | B.R.M.         | 23     |        | DNF         | 03    |                  |
| –    | Bruce Halford                          | Maserati       | 22     |        | DNF         | 20    |                  |
| –    | Umberto Maglioli                       | Maserati       | 21     |        | DNF         | 24    |                  |
| –    | Archie Scott-Brown                     | Connaught-Alta | 16     |        | DNF         | 10    |                  |
| –    | Paul Emery                             | Emeryson-Alta  | 12     |        | DNF         | 23    |                  |
| –    | Jack Brabham                           | Maserati       | 3      |        | DNF         | 28    |                  |
| –    | Ron Flockhart                          | B.R.M.         | 2      |        | DNF         | 17    |                  |
| –    | José Froilán González                  | Vanwall        | 0      | –      | DNF         | 06    | –                |

## WM-Stand nach dem Rennen
Die ersten fünf bekamen 8, 6, 4, 3 bzw. 2 Punkte; einen Punkt gab es für die schnellste Runde. Es zählten nur die fünf besten Ergebnisse aus acht Rennen.

### Fahrerwertung
| Pos. | Fahrer                  | Konstrukteur       | Punkte |
| ---- | ----------------------- | ------------------ | ------ |
| 01   | Peter Collins           | Ferrari            | 22     |
| 02   | Juan Manuel Fangio      | Ferrari            | 21     |
| 03   | Jean Behra              | Maserati           | 18     |
| 04   | Stirling Moss           | Maserati           | 13     |
| 05   | Pat Flaherty            | Watson             | 8      |
| 06   | Eugenio Castellotti     | Ferrari            | 7,5    |
| 07   | Paul Frère              | Ferrari            | 6      |
| 08   | Sam Hanks               | Kurtis Kraft       | 6      |
| 09   | Luigi Musso             | Ferrari            | 4      |
| 10   | Mike Hawthorn           | Maserati / Vanwall | 4      |
| 11   | Don Freeland            | Phillips           | 4      |
| 12   | Alfonso de Portago      | Ferrari            | 3      |
| 13   | Harry Schell            | Vanwall            | 3      |
| 14   | Jack Fairman            | Connaught          | 3      |
| 15   | Johnnie Parsons         | Kurtis Kraft       | 3      |
| 16   | Cesare Perdisa          | Maserati           | 3      |
| 17   | Olivier Gendebien       | Ferrari            | 2      |
| 18   | Hernando da Silva Ramos | Gordini            | 2      |
| 19   | Dick Rathmann           | Kurtis Kraft       | 2      |
| 20   | Luigi Villoresi         | Maserati           | 2      |
| 21   | Horace Gould            | Maserati           | 2      |
| 22   | Chico Landi             | Maserati           | 1,5    |
| 23   | Gerino Gerini           | Maserati           | 1,5    |
| 24   | Paul Russo              | Kurtis Kraft       | 1      |
| 25   | André Pilette           | Gordini            | 0      |

| Pos. | Fahrer                | Konstrukteur | Punkte |
| ---- | --------------------- | ------------ | ------ |
| 26   | Louis Rosier          | Maserati     | 0      |
| 27   | Francisco Godia-Sales | Maserati     | 0      |
| 28   | Élie Bayol            | Gordini      | 0      |
| 29   | Robert Manzon         | Gordini      | 0      |
| 30   | Bob Gerard            | Cooper       | 0      |
| –    | Óscar González        | Maserati     | 0      |
| –    | Alberto Uria          | Maserati     | 0      |
| –    | Luigi Piotti          | Maserati     | 0      |
| –    | Carlos Menditéguy     | Maserati     | 0      |
| –    | José Froilán González | Maserati     | 0      |
| –    | Maurice Trintignant   | Vanwall      | 0      |
| –    | Piero Scotti          | Connaught    | 0      |
| –    | André Simon           | Maserati     | 0      |
| –    | Piero Taruffi         | Maserati     | 0      |
| –    | Desmond Titterington  | Connaught    | 0      |
| –    | Peter Collins         | Ferrari      | 0      |
| –    | Roy Salvadori         | Maserati     | 0      |
| –    | Tony Brooks           | B.R.M.       | 0      |
| –    | Bruce Halford         | Maserati     | 0      |
| –    | Umberto Maglioli      | Maserati     | 0      |
| –    | Archie Scott-Brown    | Connaught    | 0      |
| –    | Paul Emery            | Emeryson     | 0      |
| –    | Jack Brabham          | Maserati     | 0      |
| –    | Ron Flockhart         | B.R.M.       | 0      |